# Криниця (заказник)
Крини́ця — загальнозоологічний заказник місцевого значення в Україні.

## Розташування
Розташований між селами Комарівка, Криниця і Дубенка Чортківського району Тернопільської області, у кварталах 13-37 Криницького лісництва Бучацького держлісгоспу, в межах лісового урочища «Криниця».

## Загальні відомості
Площа 1052 га. Створений відповідно до рішення виконкому Тернопільської обласної ради від 30 червня 1986 року № 198. Перебуває у віданні Тернопільського обласного управління лісового господарства. Рішенням Тернопільської обласної ради від 22 липня 1998 року № 15 мисливські угіддя надані в користування Монастириської районної організації Українського товариства мисливців і рибалок як постійно діюча ділянка з охорони, збереження та відтворення мисливської фауни. 
У межах заказника є унікальний геологічний об'єкт Криницький хребет.

## Фауна заказника
Під охороною — численна мисливська фауна. Трапляються борсук звичайний, заєць сірий та куріпка сіра, вивірка лісова, сарна європейська і лисиця руда, куниця лісова, свиня дика та інші тварини.